# Kŏmun'go

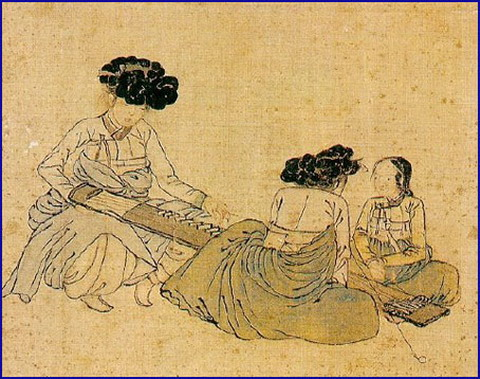

Le Kŏmun'go (hangeul : 거문고 ; RR : geomungo) est un instrument de musique à cordes pincées coréen dont la création remonte à la période Koguryo. Selon le Samguk sagi, Wang San-ak est à créditer pour sa création, et sa plus ancienne représentation est visible dans la Tombe d'Anak numéro 3.